# Antonín Liewald

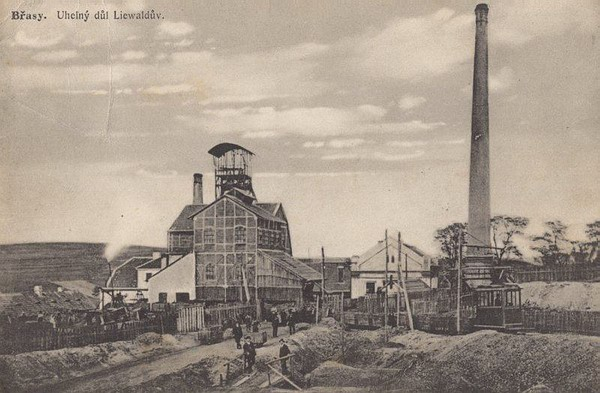
Důl Liewald

Johanes Ignatius Antonius Liewald (13. května 1785 Vejprty – ??) byl podnikatel a zakladatel rozsáhlého průmyslového podniku.

## Předmět podnikání
V roce 1824 získal výrobnu kyseliny sírové u Kočína na severním Plzeňsku a jeho rodině zůstala dalších padesát let. Podnik stával v ohybu Kočínského potoka asi 700 metrů východně od vesnice. Místo se dodnes nazývá Vitriolka.[zdroj⁠?!]
Sídlo rodiny bylo poté přeneseno do Radnice. V blízké obci Stupno se nachází zámeček Hochperk postavený majiteli dolu Liewald. Tento uhelný důl v Břasech na Plzeňsku byl založen v první polovině 19. století a uzavřen 1947. Zámeček byl 1858 prodán do rodiny Šternberků a dále uhelné společnosti Maxi z Břas. Za pozdějšího majitele, akciové společnosti Johann David Starck, se stal Hochperk loveckým zámečkem.

### Stará železnice
Úzkorozchodná povrchová koněspřežná dráha Starck vybudovaná v roce 1871 byla roku 1908 elektrifikována. Vedla od dolu Liewald na nádraží v Horním Stupně přes doly Všech svatých, Josef a Jiří.

## Rodina
- otec Antonín (1756–1819),
- matka Josefa (Judita) Schmidlová zemřela roku 1835
- manželka: Terzie Zimmermannová
- potomci: 8 dětí; pokračovatel díla byl syn Josef Antonius Liewald (1818 – 16. srpna 1896)